# Salvador Jorge Velho
Salvador Jorge Velho - (Santana do Parnaíba, 14 de novembro de 1643 - Santana do Parnaíba, 27 de novembro de 1705) foi um explorador e sertanista bandeirante.
O capitão Salvador Jorge Velho era filho de Domingos Jorge Velho e Isabel Pires de Medeiros. Seu velho pai faleceu em 29 de novembro de 1670, e não deve ser confundido com o seu sobrinho homônimo Domingos Jorge Velho.Casou-se, em 1671, com Margarida da Silva, filha de Pascoal Leite Pais e falecida em 24 de junho de 1726 em Parnaíba.
Em 1680, o  capitão Salvador Jorge Velho foi descobridor do chamado "Descoberto da Conceição", uma lavra de ouro localizada no Quarteirão de Conceição, Distrito de Campo Magro. Essa região é o atual território do município de Almirante Tamandaré, no Estado do Paraná; Mesorregião Metropolitana de Curitiba, mais precisamente na Microrregião de Curitiba. As minas de Nossa Senhora da Conceição, da Cachoeira e do Ribeirão, exploradas por Salvador Jorge Velho e seu genro Antonio Pires de Campos, posteriormente em 1699 também viriam a ser exploradas pelo seu irmão Simão Jorge Velho.
O bandeirante e capitão Salvador Jorge Velho não deve ser confundido com o seu neto homônimo o capitão-mor Salvador Jorge Velho nascido em 1710 em Itu, filho do capitão Domingos Jorge da Silva e de Margarida de Campos Bicudo.
Prestou relevantes serviços à coroa de Portugal, pelo que mereceu receber uma honrosa carta, firmada pelo real punho em 1698. Foi muito opulento, possuindo fazendas de cultura em Parnaíba, móveis de ouro e prata.
Ao morrer, em 1705, deixou onze filhos, um dos quais o capitão Domingos Jorge da Silva. Era seu genro Baltazar de Lemos de Morais Navarro também bandeirante.